# 2004 DM64
2004 DM64, também escrito como 2004 DM64, é um objeto transnetuniano que está localizado no Cinturão de Kuiper, uma região do Sistema Solar. Este corpo celeste é classificado como um cubewano. Ele possui uma magnitude absoluta de 6,5 e tem um diâmetro estimado com 221 km.

## Descoberta
2004 DM64 foi descoberto no dia 26 de fevereiro de 2004 pelo astrônomo Marc W. Buie.

## Órbita
A órbita de 2004 DM64 tem uma excentricidade de 0,063 e possui um semieixo maior de 44,384 UA. O seu periélio leva o mesmo a uma distância de 41,595 UA em relação ao Sol e seu afélio a 50,918 UA.